# Costelytra macrobrunneum
Costelytra macrobrunneum är en skalbaggsart som beskrevs av Given 1952. Costelytra macrobrunneum ingår i släktet Costelytra och familjen Melolonthidae. Inga underarter finns listade i Catalogue of Life.